# American Colonization Society

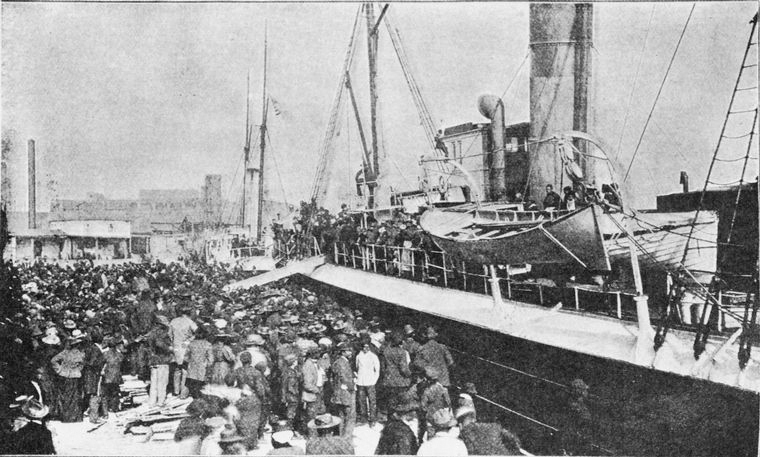
Sortida d'un vaixell amb esclaus negres alliberats direcció Libèria.

American Colonization Society és el nom (traduïble al català com a "Societat Americana de Colonització") de l'organització, relacionada amb el govern dels Estats Units d'Amèrica que va encarregar de la fundació de Libèria, un territori costaner de l'Àfrica occidental que va instituir com a colònia en 1817 amb l'objectiu de traslladar allí a exesclaus negres nord-americans. La American Colonization Society va controlar el desenvolupament de Libèria fins a 1847 quan va ser declarada república independent. Fins a 1867 havia aconseguit enviar unes 13.000 persones cap al nou país. L'organització va ser formalment dissolta en 1964.
Entre els seus fundadors van estar Charles Fenton Mercer, Henry Clay, John Randolph i Richard Bland Lee.